# Ymonville
Ymonville (1801 noch mit der Schreibweise Imonville) ist eine französische Gemeinde mit 481 Einwohnern (Stand: 1. Januar 2022) im Département Eure-et-Loir in der Region Centre-Val de Loire. Sie gehört zum Arrondissement Chartres und zum Gemeindeverband Cœur de Beauce.

## Geografie
Die Gemeinde Ymonville liegt in der fast baumlosen Landschaft Beauce etwa auf halbem Weg zwischen Chartres und Orléans. In der 20,88 km² großen Gemeinde gibt es wegen des kalkhaltigen Bodens keine oberirdischen Fließgewässer. Das Gelände der Umgebung ist flach und von endlosen Getreidefeldern geprägt. Umgeben wird Ymonville von den Nachbargemeinden Moutiers im Nordosten, Fresnay-l’Évêque im Osten, Guilleville im Südosten, Éole-en-Beauce im Süden sowie Prasville im Westen und Nordwesten.

## Bevölkerungsentwicklung
| Jahr      | 1962 | 1968 | 1975 | 1982 | 1990 | 1999 | 2006 | 2013 | 2022 |
| Einwohner | 604  | 584  | 491  | 453  | 460  | 436  | 470  | 487  | 481  |

Im Jahr 1831 wurde mit 845 Bewohnern die bisher höchste Einwohnerzahl ermittelt. Die Zahlen basieren auf den Daten von cassini.ehess und INSEE.

## Sehenswürdigkeiten
- Dolmen de la Pierre levee
- Kirche Saint-Saturnin
- Wasserturm
- Windmühle (Moulin de la Garenne), Monument historique[4]

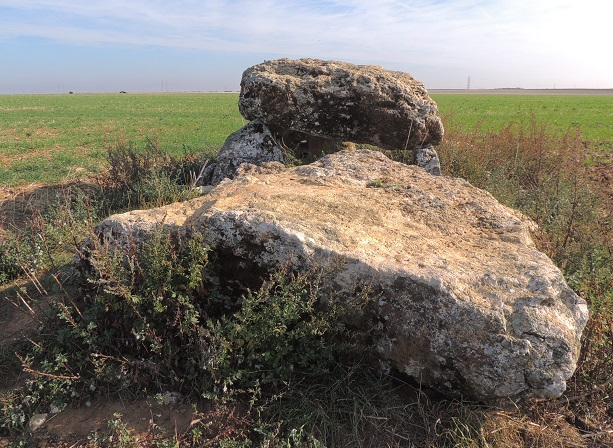
Dolmen de la Pierre levee
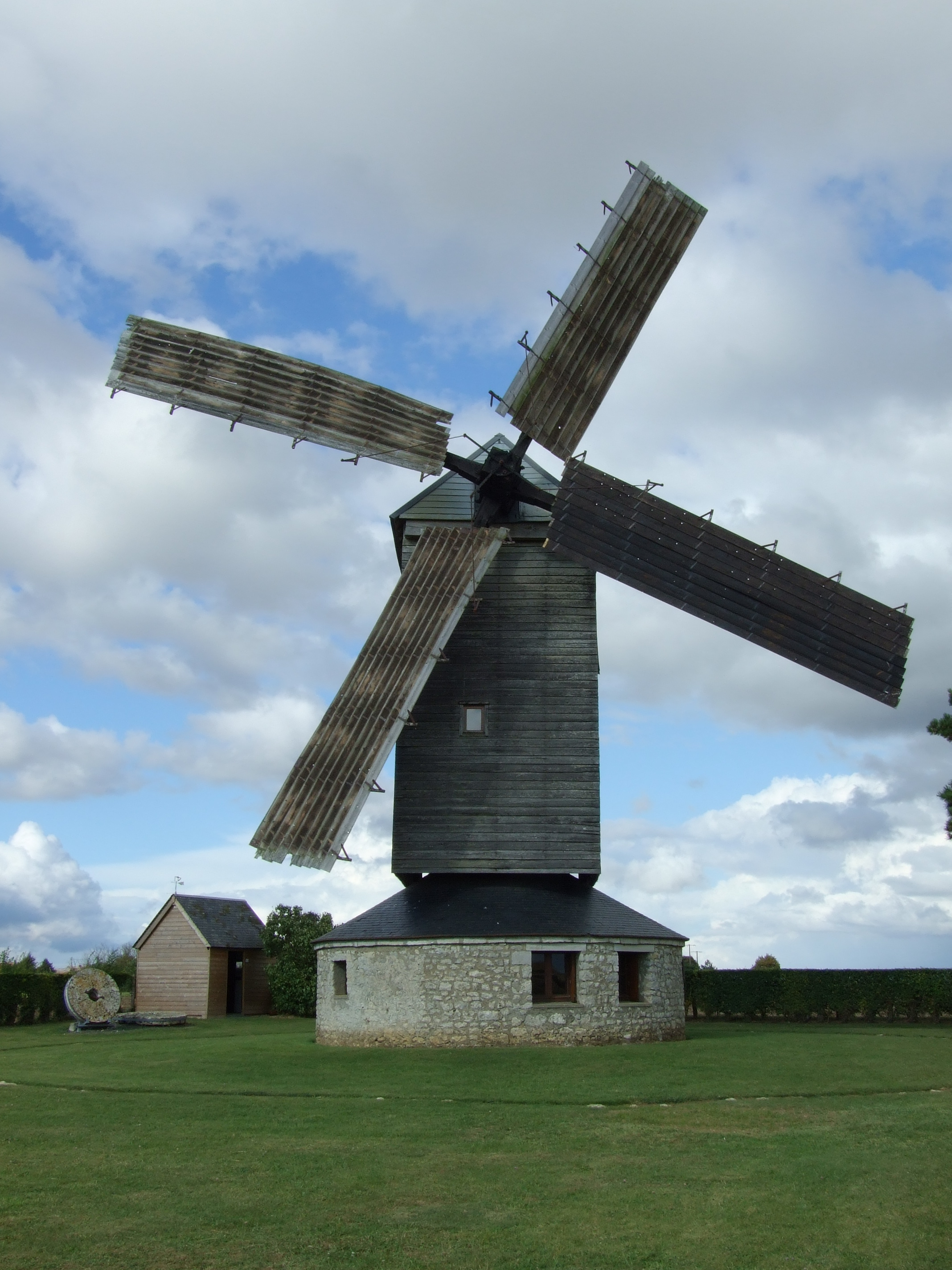
Moulin de la Garenne

## Wirtschaft und Infrastruktur
In der Gemeinde Ymonville sind zwölf Landwirtschaftsbetriebe ansässig (Anbau von Getreide, Hülsenfrüchten und Ölsaaten, Ziegen- und Schafzucht).
Durch die Gemeinde von Ymonville führt die RN 154 von Chartres nach Orléans. Im zwölf Kilometer entfernten Allaines-Mervilliers besteht ein Anschluss an die Autoroute A 10 von Paris nach Bordeaux. In der 18 Kilometer südöstlich gelegenen Gemeinde Toury befindet sich der nächstgelegene Bahnhof an der Bahnstrecke Paris–Bordeaux.

## Belege
1. ↑  Ortsname auf cassini.ehess.fr
2. ↑  Ymonville auf cassini.ehess
3. ↑  Ymonville auf INSEE
4. ↑  Eintrag in der Base Mérimée des Kulturministeriums (französisch)
5. ↑  Landwirtschaftsbetriebe auf annuaire-mairie.fr (französisch)